# Valentín Guzmán Soto
Valentín Guzmán Soto (Teloloapan, Guerrero, 1966) es un político mexicano, perteneciente al Partido de la Revolución Democrática, y es Senador de la República por el Estado de Guerrero para el periodo de 2006 a 2012.
Es miembro fundador del Partido de la Revolución Democrática y se ha desempeñado como presidente del Comité Municipal y dirigente del PRD en Guerrero, su tierra natal.

## Trayectoria como militante del PRD
- Presidente del Comité Directivo Municipal del PRD en Teloloapan (1999 - 2002).
- Consejero estatal del PRD en los periodos (1997 - 1999) y (2002 - 2005).
- Consejero Nacional del PRD (2001 – 2004).
- Delegado Nacional del PRD para el periodo (2011 - 2014), esta última elección, ganada el 23 de octubre de 2011 por el doble de la votación sobre su más cercano competidor.

## Administración Pública
- Secretario de Desarrollo Social en el Ayuntamiento de Teloloapan, Guerrero (2002- 2005).

- Secretario de Desarrollo Social en el Ayuntamiento de Pedro Ascencio Alquisiras, Guerrero (2005- 2008).

- Coordinador de la Comisión de Desarrollo Social en el Senado de la República (2010)

## Candidato al Senado de la República
En 2005 participó siendo suplente en fórmula con David Jiménez Rumbo, ganando la Elección interna del PRD el 11 de diciembre con: 33 mil 758 votos; seguido de Lázaro Mazón Alonso con 18 mil 52 votos; en un tercer lugar Irma Figueroa Romero con 13 mil 170 votos; en cuarto lugar, Cuauhtémoc Sandoval Ramírez con 10 mil 228 votos; en quinto lugar, Alberto López Rosas con 9 mil 682 votos; en sexto, Javier Manzano Salazar con 6 mil 498 votos; en séptimo lugar, Hermilo Mejía Estrada con 4 mil 48 votos; en octavo lugar, Martín Celis González con 3 mil 286 votos y en noveno lugar, Tomás Sánchez Torres con 2 mil 409 votos.
Encabezó junto con David Jiménez Rumbo (propietario) la primera fórmula y Lázaro Mazón Alonso, la segunda fórmula al senado, representando a la coalición "Por el Bien de Todos Primero los Pobres" en la elección de senadores, la coalición Por el Bien de Todos, obtuvo 362 mil 342 votos.
La Alianza por México (PRI-PVEM), con la fórmula de Ángel Aguirre Rivero (primera minoría) y Silvia Romero Suárez obtuvo 296 mil 49 votos. Mientras que el PAN, con la fórmula de Alejandro Martínez Sidney y Marcela Caballero Medinaveitia registró sólo 99 mil 423 sufragios.
Con esto, la fórmula de David Jiménez Rumbo y Valentín Guzmán Soto, son de primera mayoría, lo que los convierte en la primera fórmula en la historia del Estado de Guerrero en ganar una elección al senado con un partido de oposición (PRD).
Lázaro Mazón Alonso gana el escaño en Segunda fórmula, obteniendo así el Partido de la Revolución Democrática dos espacios en el Senado por primera vez, en Guerrero.

## Senador de la República
En 2006 es electo Senador de la República por el Estado de Guerrero. 
En el Senado de la República se desempeña como Presidente de la Comisión Bicamaral de Seguridad Nacional, secretario de la Comisión de Participación Ciudadana, miembro de las comisiones de Atención a Grupos Vulnerables y Seguridad Pública, e Integrante de la Asamblea Parlamentaria del Consejo de Europa y de la Comisión de Asuntos Laborales, Previsión Social y Asuntos Jurídicos del Parlamento Latinoamericano.